# .44 Russian
.44 Russian (также .44 S&W Russian) — револьверный патрон центрального воспламенения с металлической гильзой цилиндрической формы с выступающей закраиной. Разработан фирмой Smith & Wesson в 1870 году специально для использования с револьвером Smith & Wesson No. 3, выпускавшимся по русскому заказу. Снаряжался дымным порохом. В патроне .44 Russian была впервые применена пуля с обтюрацией по внутреннему диаметру гильзы..

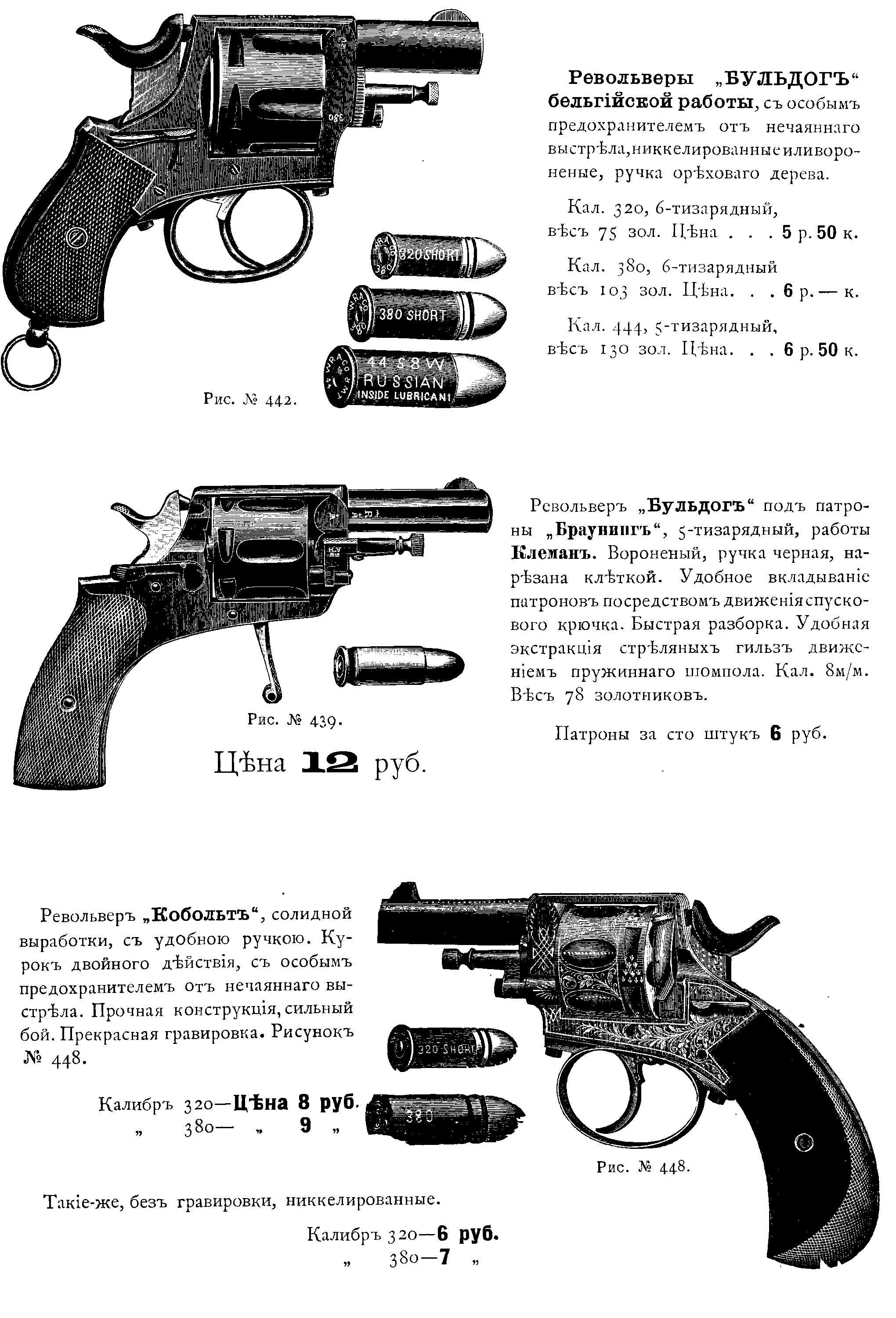
Патрон .44 S&W Russian и револьвер «Бульдог» бельгийского производства под него в каталоге начала XX в.